# Kerim Waller
Kerim Waller (* 1994 in St. Pölten) ist ein österreichischer Schauspieler.

## Leben
Kerim Waller machte zunächst sein Diplom als Fitness- und Personaltrainer. Von 2015 bis 2016 besuchte er die Schauspielschule Wien. Theaterauftritte hatte er anfangs bei verschiedenen freien Wiener Theatergruppen, u. a. beim „Künstlerkollektiv TOS“ (Theatre Open Space) im Kulturzentrum WUK (2015–2016), bei der „Bühne 16“ in Wien-Ottakring (2016), beim Clown-, Comedy- und Varietétheater „Olé“ (2016) und beim „Improvisationstheater Webers Knechte“ (2016–2017). Im selben Jahr nahm er Unterricht an der Filmschool Vienna unter der Leitung von Frauke Steiner.
Ab 2017 studierte er am Max Reinhardt Seminar in Wien. Dort arbeitete er u. a. mit Janusz Cichocki, Tamara Metelka und Jevgenij Sitochin. Das Studium brach er nach zwei Jahren ab. 2017 trat er am Schauspielhaus Wien in der Produktion Fluß, stromaufwärts (Regie: Alexandre Pâzgu) auf. In der Spielzeit 2018/19 gastierte er am Wiener Volkstheater in Planet der Waffen – Zaun & Zeit. Im Jänner 2020 spielte er am Max Reinhardt Seminar in dem Stück Der Stellvertreter von Rolf Hochhuth.
2019 stand er in der deutsch-österreichischen TV-Serie Der Pass unter der Regie von Cyrill Boss und Philipp Stennert an der Seite von Nicholas Ofczarek vor der Kamera. Danach spielte er in der österreichischen Krimiserie SOKO Donau|SOKO Wien (2019) eine Episodenhauptrolle als tatverdächtiger Hausbesorger. Im Sommer 2019 drehte er für die 5. Staffel der österreichischen Kultserie Vorstadtweiber unter der Regie von Mirjam Unger. Im selben Jahr spielte er eine kleine Rolle in Les Apparences von Marc Fitoussi. In der 20. Staffel der TV-Serie SOKO Kitzbühel (2021) übernahm er eine Episodenhauptrolle als tatverdächtiger Liebhaber einer Teilnehmerin an einem Anti-Diskriminierungs-Training für Polizisten. Im Landkrimi Steirerschuld (2023) spielte er den zeitweise tatverdächtigen Novizen Pater Clemens, einen Jugendfreund der Kommissarin Anni Sulmtaler (Anna Unterberger).
Er lebt zurzeit in Wien.

## Filmografie (Auswahl)
- 2017: The Leeward Side Of The Mountain (Kurzfilm)
- 2017: It Girl
- 2018: Stifado
- 2018–2022: Der Pass (Fernsehserie, Serienrolle, sechs Folgen)
- 2019: SOKO Donau/SOKO Wien: Schuld (Fernsehserie, eine Folge)
- 2020: Les Apparences
- 2021: Magda fährt Motorrad (Kurzfilm)
- 2021: Stadtkomödie – Man kann nicht alles haben (Fernsehreihe)
- 2021: SOKO Kitzbühel: Perspektiven (Fernsehserie, eine Folge)
- 2022: Tage, die es nicht gab (Fernsehserie, drei Folgen)
- 2023: Landkrimi – Steirerschuld (Fernsehreihe)
- 2024: Rickerl – Musik is höchstens a Hobby
- 2025: SOKO Donau/SOKO Wien: Funkenflug (Fernsehserie, eine Folge)
- 2025: Der Barcelona-Krimi: Wächter der Stadt (Fernsehreihe)
- 2025: Der Barcelona-Krimi: Brennendes Land (Fernsehreihe)